# 유귀 (환상게임)
유귀(타마호메)는 《환상게임》에 등장하는 등장인물이다.

## 소개
유귀(타마호메)(일본어: 鬼宿)/종 귀수(소 키슈쿠)(일본어: 琮鬼宿)
성우：미도리카와 히카루/세키 토시히코(일본), 김승준(한국), 진정헌(홍콩)
6월 28일생. 180cm. O형. 17세(애니메이션은 21살로 나온다.)
강미주가 처음으로 만난 주작칠성사. 수전노이지만, 그것은 궁핍한 가정 환경에서 자랐기 때문에 형성된 성격이기도 하다. 칠성의 증표로서 이마에 〈鬼(귀)〉의 문자가 있다.
병약한 아버지와 어린 동생들을 위해 도시로 나와 돈을 벌고 있다. 가족을 생각 하는 마음이 깊음. 어머니는 막내를 출산한 후에 타계.
막내 동생은, 타계한 어머니 대신해 자신이 직접 키웠기 때문에 특별히 귀여워한다.
명랑하고 상냥한 청년이지만 연애에 관해서는 좀처럼 솔직하지 못하다.
어릴 적 백호칠성사인 유규에게서 배운 권법을 사용하여 격투기 전반에 걸쳐 우수하다.
또한 어릴 적 칠성의 증표인 이마의〈鬼〉를 자주 놀림 받아, 이에 대한 트라우마를 가지고 있다.
위에 서술한 대로, 전투에서는 주로 권법을 사용하지만, 후에 기를 발하는 기술도 습득한다.
강미주의 연인으로, 후에 진유귀(남유위)로서 미주의 세계에 환생한다.
스쿠나미 타카(남유위)(일본어: 宿南魏)